# Federico Gravina
Federico Carlos Gravina y Nápoli (Palermo, 12 de agosto de 1756-Cádiz, 9 de marzo de 1806) fue un marino y militar siciliano naturalizado español y 12.º capitán general de la Real Armada Española. Su hermano, Pietro Gravina, fue nuncio apostólico en España entre 1803 y 1816.
Célebre por su participación en la Batalla de Trafalgar, fue uno de los más insignes marinos de España, siempre eficaz tanto en sus cargos militares como diplomáticos:

Gravina es todo genio y decisión en el combate. Si Villeneuve hubiera tenido esas cualidades, el combate de Finisterre hubiese sido una victoria completa.
Napoleón Bonaparte, 11 de agosto de 1805.

## Familia
Los Gravina pertenecían a la nobleza siciliana por ser descendientes de los normandos que conquistaron la isla. Así, los antepasados de Federico habían probado su origen normando en distintas ocasiones. Federico nació en Palermo, hijo de Juan Gravina y Moncada,  príncipe de Montevago, duque de San Miguel, grande de España de primera clase, y Doña Leonor Nápoli y Monteaperto, hija del príncipe de Resuttano, igualmente grande de España.

## Biografía
Un tío de Federico, a la sazón embajador napolitano en Madrid, solicitó y obtuvo para su sobrino la entrada en la Real Armada Española. El 18 de diciembre de 1775 sentó plaza de guardiamarina mediante un riguroso examen del que salió con mucha honra, fruto de la sobresaliente educación que había recibido en el Colegio Clementino de Roma. Embarcó por primera vez en el navío San José.
En pocos meses fue ascendido a alférez de fragata y estuvo en Brasil a bordo de la fragata Santa Clara. En el transcurso de esta campaña, cumplió intachablemente su primera misión independiente al conseguir la rendición del castillo de la Ascensión, situado en un islote cercano a Santa Catarina.
En 1777 salvó la vida milagrosamente al varar su barco en el estuario del Río de la Plata, accidente en el que murió la mayor parte de la tripulación.
En 1778, de regreso a España, fue ascendido a alférez de navío y embarcado en jabeques de caza contra piratas argelinos. Ascendido de nuevo a teniente de fragata, obtuvo por primera vez el mando de un barco: el jabeque San Luis con el que participó en el bloqueo de Gibraltar. Sus méritos pronto le valieron los galones de teniente de navío y el mando del apostadero de la bahía de Algeciras. El 4 de abril de 1781 apresó, en compañía del jabeque San Antonio, a la corbeta de guerra británica HMS St Fermin.
Participó en la expedición contra Menorca (bajo ocupación británica), distinguiéndose en el sitio del fuerte de San Felipe. Tras esto y nuevas acciones en el sitio de Gibraltar, siguió su fulgurante carrera de ascensos hasta obtener finalmente el grado de capitán de navío.
En 1785 obtuvo el mando de la flota que combatió en la costa argelina. Se distinguió por su incansable actividad, consiguiendo el rechazo de las fuerzas argelinas.
En 1788 llevó a Constantinopla al embajador Yusuf Efendi. En el Imperio Otomano inició observaciones astronómicas y escribió una memoria, iniciando su trayectoria como estudioso. Tras esto mereció el ascenso a brigadier. Por estas fechas tuvo lugar la muerte del rey Carlos III de España, siendo la fragata de Gravina Paz la primera en llevar la noticia a los dominios de ultramar, al hacer el viaje Cádiz–Cartagena de Indias–La Habana–Cádiz en menos de tres meses.
En 1790 recibió por primera vez el mando de un navío (la clase de barco de guerra más grande de la época), el Paula. Con este participaría en la evacuación de Orán, protegiendo la retirada del Ejército español que abandonaba esas posesiones africanas y se embarcaba hacia Cartagena.
Tras ser promovido a jefe de escuadra, viajó a Inglaterra (ahora aliada de España) con el objetivo de extender sus conocimientos de náutica y tácticas navales. Fue recibido con los mayores honores. A su regreso obtuvo el mando de cuatro navíos, con los que pasó al Mediterráneo y tomó parte activa y destacada en la guerra contra la Francia revolucionaria. Su navío insignia fue el San Hermenegildo, de 112 cañones.
En 1796, tras ser ascendido a teniente general, España firmó el tratado de San Ildefonso con Francia, entrando en guerra contra los británicos. Combatió como segundo de la escuadra a las órdenes de Don José de Mazarredo.
Tras la firma de la paz recibió el cargo de embajador de España en París. Su cargo diplomático tenía una condición solicitada por él mismo: en caso de guerra, volvería a la actividad naval y militar.

### Guerras napoleónicas
Abiertas las hostilidades con Gran Bretaña, Gravina se trasladó a Cádiz y tomó el mando de la flota de guerra española. Enarboló su estandarte en el navío Argonauta (80 cañones) el 15 de febrero de 1805.
Napoleón Bonaparte se proponía invadir Gran Bretaña. Siguiendo las órdenes del gobierno de Manuel Godoy, Gravina se puso bajo el mando del almirante francés Pierre Charles Silvestre de Villeneuve, quien dirigía la escuadra franco-española hasta aguas caribeñas para despistar a la Royal Navy. El objetivo consistía en alejar a la mayor parte de la flota británica del Canal de la Mancha para permitir el cruce a los 180 000 hombres que Napoleón tenía aguardando en Texel y Boulogne para atacar Inglaterra.
El engaño surtió, en parte, efecto, puesto que la escuadra inglesa comandada por Horatio Nelson partió en busca de la escuadra combinada, sin conseguir interceptarla. Sin embargo, la flota franco-española libró a su regreso la batalla del Cabo Finisterre, perdiendo los navíos españoles Firme y San Rafael. Tras esto se refugió en Cádiz por orden de Villeneuve, contradiciendo el plan original de Napoleón. Los 180 000 soldados franceses nunca embarcaron y fueron desplazados al interior de Europa, participando muchos de ellos en la batalla de Austerlitz.

#### Batalla de Trafalgar
En Cádiz, Federico Gravina y otros altos mandos españoles, como Cosme de Churruca (al mando del navío San Juan Nepomuceno) o el general Cisneros (al mando del enorme Santísima Trinidad), mantuvieron fuertes discusiones con los mandos franceses. Estos optaban por salir de Cádiz, mientras que los españoles recomendaban esperar, por ser el viento desfavorable y aproximarse un temporal en la zona. Finalmente la flota zarpó de Cádiz el 20 de octubre de 1805, teniendo lugar al día siguiente la batalla de Trafalgar, siendo derrotados frente a la escuadra inglesa.
Federico Gravina resultó gravemente herido, perdió un brazo, y esa herida terminaría causando su muerte meses más tarde. A pesar de ello, logró llegar con su navío Príncipe de Asturias a Cádiz.

### Últimos meses de vida
Federico Gravina alcanzó la más alta dignidad militar cuando se le promovió a capitán general de la Armada. Pero sus heridas se agravaron y finalmente murió el 9 de mayo de 1806, con 49 años de edad. Sus restos se encuentran en el Panteón de Marinos Ilustres, de San Fernando (Cádiz).